# Diego Bortoluzzi
Diego Bortoluzzi (Vittorio Veneto, 23 settembre 1966) è un ex calciatore e allenatore di calcio italiano, di ruolo centrocampista.

## Carriera

### Giocatore
Cresciuto nel vivaio atalantino, esordisce in Serie A il 17 marzo 1985 al San Paolo di Napoli. Con i nerazzurri colleziona 11 presenze nella massima serie, tra il 1985 e il 1987.
Nella stagione 1987-1988 passa in prestito al Piacenza, neopromosso in Serie B, disputando 27 partite sotto la guida del bergamasco Titta Rota. Rientrato a Bergamo, disputa la sua ultima partita con l'Atalanta e in Serie A il 9 ottobre 1988, ancora sul campo del Napoli, prima di essere ceduto in prestito al Lanerossi Vicenza, in Serie C1.
Dopo una stagione al Brescia in Serie B, torna in Serie C1 alla Pro Sesto, dove ritrova il posto da titolare realizzando 5 reti in 32 partite. Nell'estate 1991 viene acquistato dal Venezia, dove rimane 5 anni nella serie cadetta, intervallati da una parentesi di alcuni mesi all'Avellino. Con la squadra irpina segna il gol del momentaneo pareggio nella partita di Coppa Italia contro la Juventus, finita 4-1 per i bianconeri. Nella stagione 1996-1997 scende nuovamente in C1 vestendo la maglia del Siena, ma risale subito in cadetteria con il passaggio al Treviso nel 1997. Diventa capitano e leader della formazione trevigiana fino al 2002, quando ormai trentaseienne si accasa al Conegliano per la sua ultima stagione agonistica.

### Allenatore

#### Gli inizi da vice
Il 27 gennaio 2004 viene nominato allenatore in seconda del Palermo, del mister Francesco Guidolin, ottenendo la promozione dalla Serie B alla Serie A a fine stagione e la qualificazione storica in Coppa UEFA in quella successiva.

#### Treviso, allenatore della Primavera e poi prima squadra
Il 1º luglio 2005, Bortoluzzi viene scelto come tecnico della primavera del Treviso (la cui prima squadra sarà poi promossa a tavolino in Serie A in quella stessa estate, a seguito del Caso Genoa e al fallimento del Torino, debuttando così, per la prima volta, in massima categoria), dove aveva già militato da calciatore per 5 anni e che ne era stato anche capitano. 
Il 21 febbraio 2006, subentra alla guida della prima squadra in sostituzione di Alberto Cavasin, che si trova ultima con 14 punti nel campionato di Serie A. A fine torneo i biancocelesti, non riuscendo ad ottenere la salvezza con 21 punti e con il 19º piazzamento nella classifica finale (dopo lo scandalo Calciopoli), retrocedono. Il 31 maggio viene comunque riconfermato e firma un contratto biennale. Il 5 novembre, all'indomani del pareggio in trasferta per 2-2 con il Pescara, viene esonerato, dopo appena dieci partite ed aver totalizzato 10 punti all'attivo.

#### Ritorno da vice
Il 26 novembre 2007 ritorna al Palermo, di nuovo vice dell'allenatore Guidolin (e per quattro partite di Stefano Colantuono). Il 24 marzo 2008 viene esonerato insieme al trainer veneto. Il 30 settembre dello stesso anno, assieme a quest'ultimo, si trasferisce al Parma. Il 24 maggio 2010 va sempre con il tecnico veneto all'Udinese. Il 29 maggio 2014 con la nomina di Guidolin a supervisore tecnico lascia lo staff dei friulani.
Il 7 luglio 2015 viene ingaggiato dall'Hellas Verona come vice di Andrea Mandorlini. Il 30 novembre, in seguito all'esonero dell'allenatore romagnolo, viene sollevato dall'incarico.
Il 29 gennaio 2016 Bortoluzzi torna a lavorare con Francesco Guidolin, che lo raggiunge in Galles, allo Swansea City. Il 3 ottobre viene sollevato dall'incarico in concomitanza al tecnico.

#### Palermo
L'11 aprile 2017 diventa allenatore del Palermo, in Serie A, del quale era già stato vice ai tempi di Guidolin negli anni passati, sostituendo l'esonerato Diego Luis López. Debutta con uno 0-0 col Bologna il 15 aprile. Dopo una sconfitta per 6-2 contro la Lazio, ottiene la sua prima vittoria in rosanero il 30 aprile battendo la Fiorentina per 2-0. Nonostante non riesca a raggiungere una difficile salvezza (trovò infatti la squadra rosanero al 19º posto in classifica a 8 punti dal quartultimo), la sua esperienza si rivela positiva, in quanto totalizza ben 11 punti nelle ultime 7 gare di campionato (di cui 6 con la squadra già retrocessa matematicamente dopo il pareggio contro il Chievo Verona) e resta imbattuto tra le mura del Barbera invertendo il trend negativo che aveva condizionato la stagione del Palermo prima del suo arrivo: il 28 maggio, all'ultima giornata di campionato, vince 2-1 contro l'Empoli (i rosanero non battevano gli azzurri dal febbraio dell'anno 2007-2008, in una gara vinta per 2-0 in casa), facendo retrocedere la formazione toscana e salvando il Crotone, che, contemporaneamente, aveva battuto per 3-1 la Lazio. Tuttavia, al termine, non viene confermato per la nuova annata in Serie B e nel giugno seguente viene sostituito da Bruno Tedino. Nel 2024 è supervisore del Ac Milan Academy Junior Camp.

## Statistiche

### Statistiche da allenatore
Statistiche aggiornate al 28 maggio 2017.
| Stagione        | Squadra         | Campionato      | Campionato | Campionato | Campionato | Campionato | Coppe nazionali | Coppe nazionali | Coppe nazionali | Coppe nazionali | Coppe nazionali | Coppe continentali | Coppe continentali | Coppe continentali | Coppe continentali | Coppe continentali | Altre coppe | Altre coppe | Altre coppe | Altre coppe | Altre coppe | Totale | Totale | Totale | Totale | % Vittorie | Piazzamento       |
| Stagione        | Squadra         | Comp            | G          | V          | N          | P          | Comp            | G               | V               | N               | P               | Comp               | G                  | V                  | N                  | P                  | Comp        | G           | V           | N           | P           | G      | V      | N      | P      | %          | Piazzamento       |
| --------------- | --------------- | --------------- | ---------- | ---------- | ---------- | ---------- | --------------- | --------------- | --------------- | --------------- | --------------- | ------------------ | ------------------ | ------------------ | ------------------ | ------------------ | ----------- | ----------- | ----------- | ----------- | ----------- | ------ | ------ | ------ | ------ | ---------- | ----------------- |
| feb.- mag. 2006 | Treviso         | A               | 12         | 1          | 4          | 7          | -               | -               | -               | -               | -               | -                  | -                  | -                  | -                  | -                  | -           | -           | -           | -           | -           | 12     | 1      | 4      | 7      | &8,33      | Sub., 19º (retr.) |
| set.- nov. 2006 | Treviso         | B               | 10         | 2          | 4          | 4          | CI              | 1               | 0               | 0               | 1               | -                  | -                  | -                  | -                  | -                  | -           | -           | -           | -           | -           | 11     | 2      | 4      | 5      | 18,18      | Eson.             |
| Totale Treviso  | Totale Treviso  | Totale Treviso  | 22         | 3          | 8          | 11         |                 | 1               | 0               | 0               | 1               |                    |                    |                    |                    |                    |             |             |             |             |             | 23     | 3      | 8      | 12     | 13,04      |                   |
| apr.- giu. 2017 | Palermo         | A               | 7          | 3          | 2          | 2          | -               | -               | -               | -               | -               | -                  | -                  | -                  | -                  | -                  | -           | -           | -           | -           | -           | 7      | 3      | 2      | 2      | 42,86      | Sub., 19º (retr.) |
| Totale carriera | Totale carriera | Totale carriera | 29         | 6          | 10         | 13         |                 | 1               | 0               | 0               | 1               |                    |                    |                    |                    |                    |             |             |             |             |             | 30     | 6      | 10     | 14     | 20,00      |                   |